# Amerotyphlops tasymicris
Amerotyphlops tasymicris — вид змій родини сліпунів (Typhlopidae). Мешкає на Гренаді та на Сент-Вінсенті і Гренадинах.

## Поширення і екологія
Amerotyphlops tasymicris відомі за двома зразками, зібраним на острові Гренада у 1968 році, та за п'ятьма зразками, зібраними на острові Юніон в групі Гренадин. Вони живуть в сухих тропічних лісах, серед опалого листя і скель, трапляються на плантаціях.

## Збереження
МСОП класифікує цей вид як такий, що перебуває під загрозою зникнення. З моменту відкриття у 1968 році Amerotyphlops tasymicris не спостеріглися на Гренаді. Їм загрожує знищення природного середовища.